# 카를 리펜
카를 리펜(Karl Lieffen, 1926년 5월 17일 ~ 1999년 1월 13일)은 독일의 배우이다.
슈타른베르크에서 사망하였다.

## 영화
- 꼬마 돼지 레옹 (1995년)
- 멋대로 해라 (1983년)
- 다이아몬드 사나이 (1967년)
- 원, 투, 쓰리 (1961년)
- 알트 위 원더풀? (1958년)
- 디즈니랜드 (1954년) - 스티글리츠 역